# توماس ويليام هيومز
توماس ويليام هيومز هو سياسي أمريكي، ولد في 22 أبريل 1815 في نوكسفيل في الولايات المتحدة، وتوفي في 16 يناير 1892. نشط حزبياً في الحزب الجمهوري.